# La Trinidad Pochinto
La Trinidad Pochinto är en ort i Mexiko.   Den ligger i kommunen Cuyoaco och delstaten Puebla, i den sydöstra delen av landet, 170 km öster om huvudstaden Mexico City. La Trinidad Pochinto ligger 2 502 meter över havet och antalet invånare är 437.
Terrängen runt La Trinidad Pochinto är kuperad åt nordost, men åt sydväst är den platt. Runt La Trinidad Pochinto är det ganska glesbefolkat, med 25 invånare per kvadratkilometer. Närmaste större samhälle är San Miguel Tenextatiloyan, 11,7 km norr om La Trinidad Pochinto. Trakten runt La Trinidad Pochinto består till största delen av jordbruksmark.